# بانغتش كل جمشيد (بهمئي غرمسيري الجنوبي)
بانغتش کل جمشید (بالفارسية: پاگچ کل جمشید) هي قرية تقع في إيران في قسم بهمئي غرمسیري الجنوبي الريفي. يقدر عدد سكانها بـ 75 نسمة بحسب إحصاء 2016.